# Tišina Erdedska
Tišina Erdedska es una localidad de Croacia en el municipio de Martinska Ves, condado de Sisak-Moslavina.

## Geografía
Se encuentra a una altitud de 98 m s. n. m. a 69,3 km de la capital nacional, Zagreb.

## Demografía
En el censo 2011, el total de población de la localidad fue de 309 habitantes.